# 1755 Lorbach
Lorbach (asteróide 1755) é um asteróide da cintura principal com um diâmetro de 27,9 quilómetros, a 2,9362448 UA. Possui uma excentricidade de 0,0498287 e um período orbital de 1 984,17 dias (5,44 anos).
Lorbach tem uma velocidade orbital média de 16,94328365 km/s e uma inclinação de 10,69528º.
Esse asteróide foi descoberto em 8 de novembro de 1936 por Marguerite Laugier.